# Realschule In der Südstadt
Die Realschule In der Südstadt ist eine städtische Realschule in Paderborn in Nordrhein-Westfalen. Sie befindet sich in der Kernstadt Paderborns. Ihr Vorläufer war die Realschule am Niesenteich.

## Geschichte

### Gründung und erste Jahre
Die Realschule wurde im November 1976 durch Beschluss des Paderborner Stadtrats eingerichtet, da die Kapazität der Von‑Fürstenberg‑Realschule nicht mehr ausreichte. 1977 nahm sie unter dem provisorischen Namen Neue Städtische Realschule mit 13 Klassen den Unterricht in Pavillons auf dem Gelände der ehemaligen Pädagogischen Hochschule (Hans‑Humpert‑Straße) auf.

### Neuer Schulbau am Niesenteich
Im Sommer 1980 bezog die Schule ihren Neubau im Schulzentrum „Am Niesenteich“ (An den Lothewiesen 6–8). Sie erhielt den Namen Realschule am Niesenteich. Mit 17 Klassen hatte sich die Einrichtung zu einer dreizügigen Realschule entwickelt.

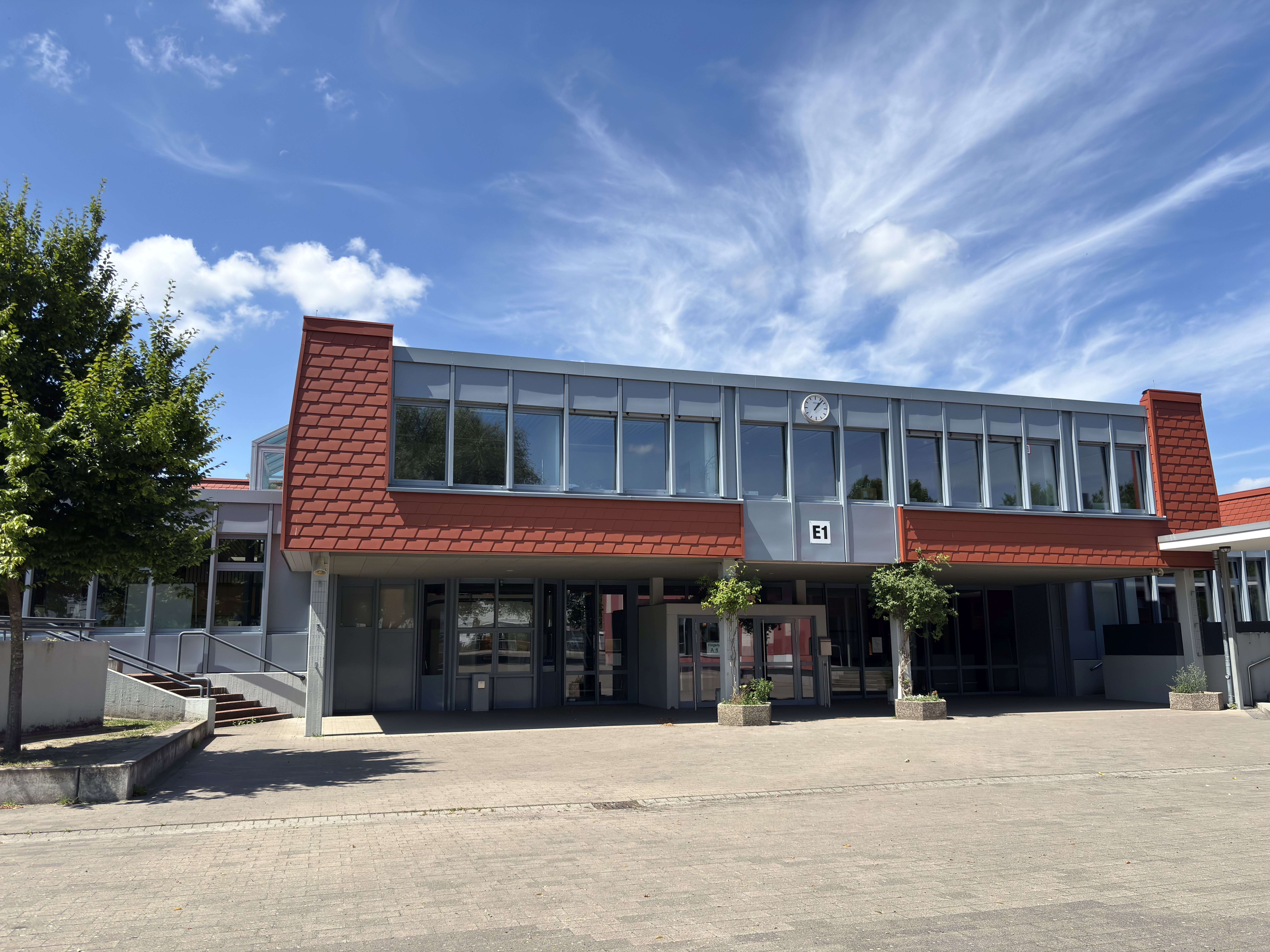
Realschule am Niesenteich
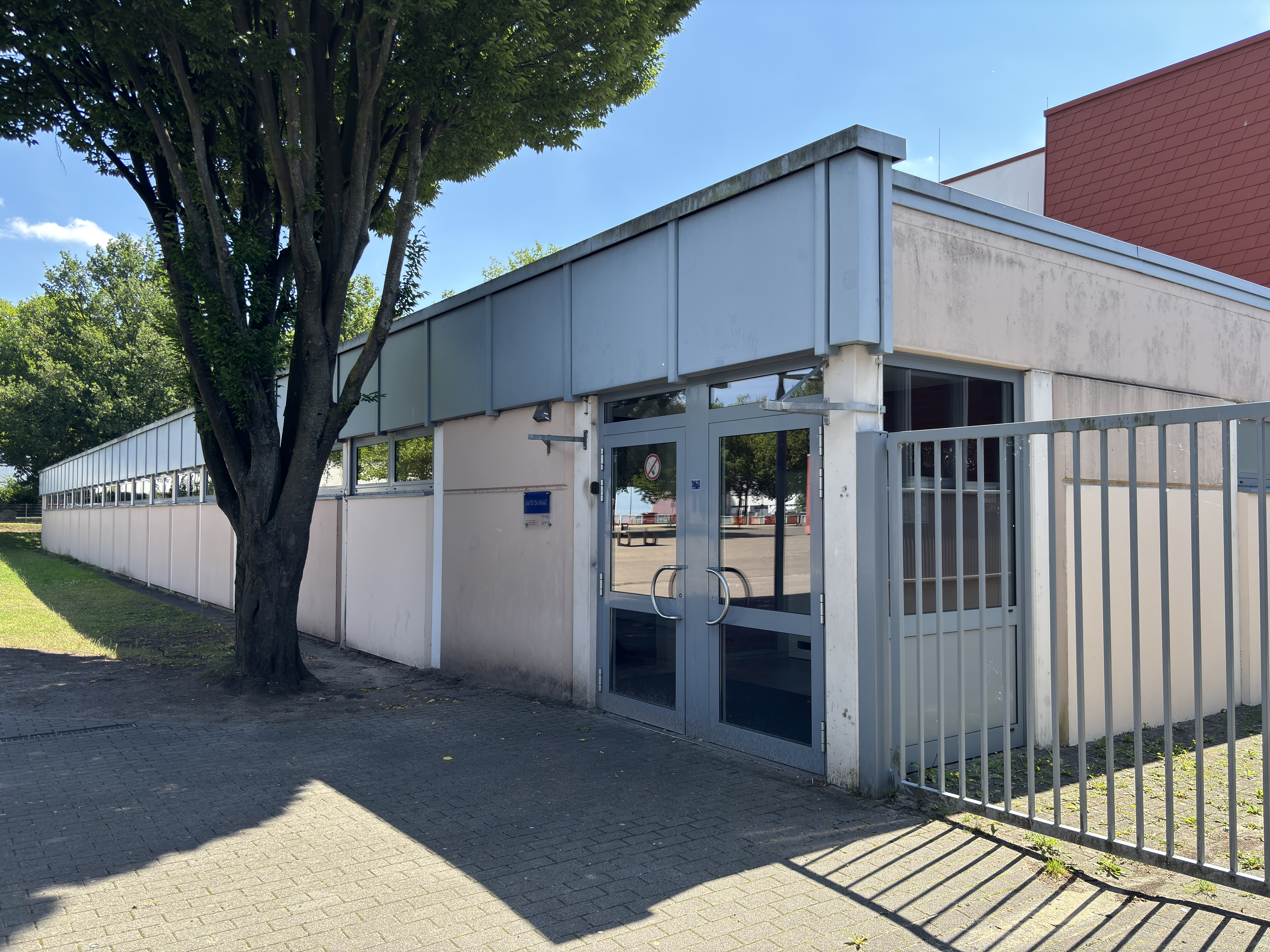
Eingang der Sporthalle der Realschule am Niesenteich
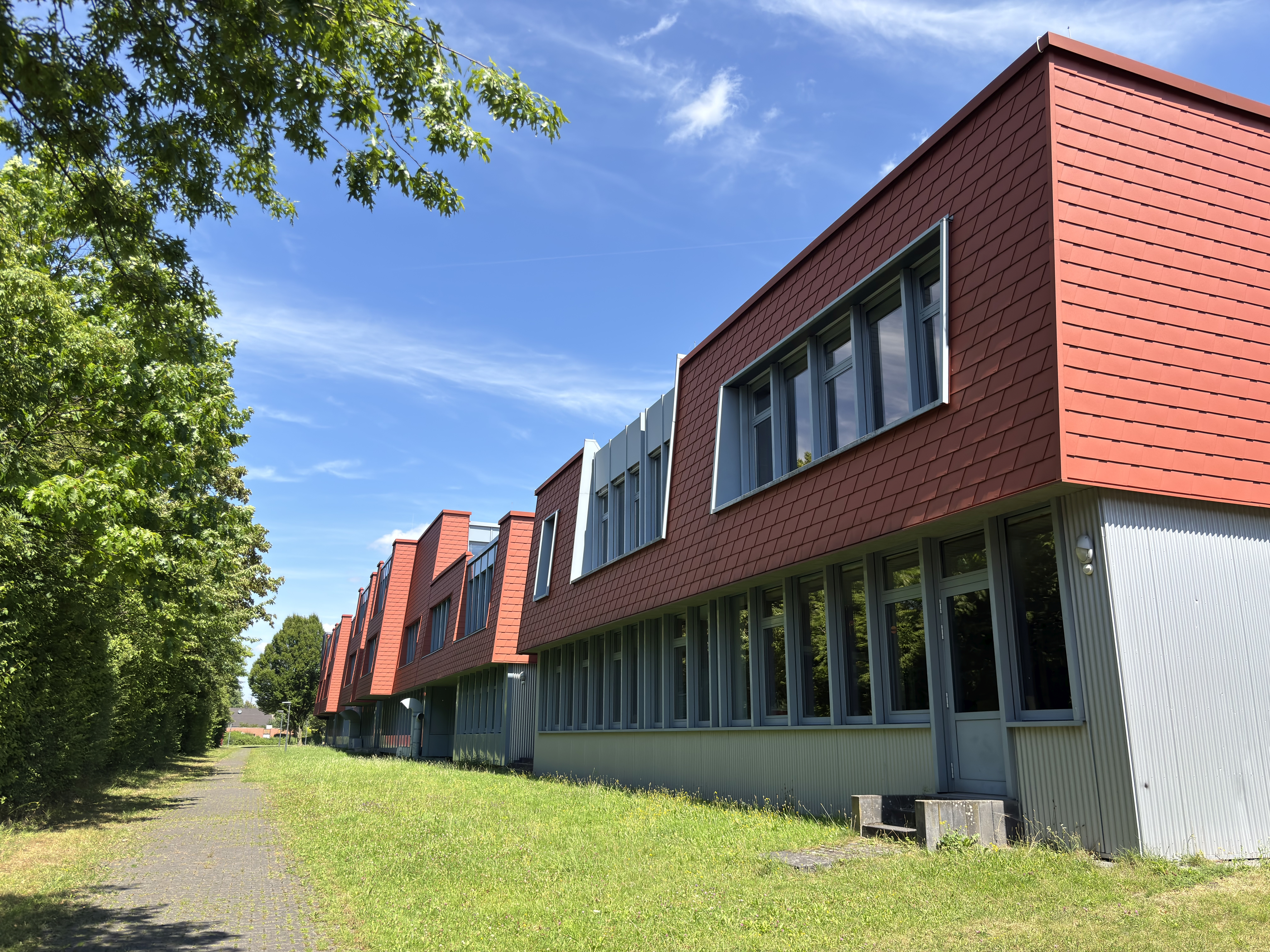
Rückseite der Realschule am Niesenteich

### Konflikt um Gesamtschule und Umzugsplanung
Bereits 2011 beschloss der Stadtrat die Einrichtung der dritten Gesamtschule in Paderborn am Standort Niesenteich. Eine zunächst geplante Teilverlagerung der Jahrgänge 5–7 zur Kilian‑Hauptschule stieß auf heftigen Widerstand. Eltern kündigten eine Klage vor dem Verwaltungsgericht Minden an und kritisierten die drohende Aufsplittung. In einem offenen Brief äußerte die Elternpflegschaft Sorgen über fehlende Räume und Lärmbelastung aufgrund der direkt anliegenden Umgehungsstraße (Südring) am Ersatzstandort Gertrudenstraße. Schüler demonstrierten zudem gegen die Pläne zur Auslagerung und befürchteten Nachteile für ihren Schulalltag.

### Umzug und Umbenennung
Nach intensiven Gesprächen änderte die Stadtverwaltung ihre Planung zugunsten eines Komplettumzugs mit den rund 600 Schülerinnen und Schülern. Zum 1. August 2013 verlegte die Realschule ihren vollständigen Betrieb in das Gebäude der ehemaligen Kilian‑Hauptschule an der Gertrudenstraße. Unter dem neuen Namen Realschule In der Südstadt wurde die zuvor am Niesenteich aufgebaute pädagogische Arbeit nahtlos fortgeführt.

### Nachnutzung des alten Standorts
Das frühere Schulgebäude am Niesenteich beherbergt die 2012 neu gegründete Heinz-Nixdorf-Gesamtschule (HNGe).

## Schulprofil
An der Schule ist Gemeinsames Lernen für die Förderschwerpunkte emotionale und soziale Entwicklung, Lernen sowie Sprache eingerichtet.

## Auszeichnungen und Qualitätsanalyse
Die Realschule In der Südstadt wurde mehrfach für herausragende Ergebnisse bei den Lernstandserhebungen in NRW (Klasse 8) ausgezeichnet.

## Kooperation mit der Heinz-Nixdorf-Gesamtschule
Die Realschule In der Südstadt unterhält eine enge Kooperation mit der Heinz-Nixdorf-Gesamtschule, die im Rahmen einer offiziellen Vereinbarung zum Übergang in die gymnasiale Oberstufe besiegelt wurde. Ziel ist es, Schülerinnen und Schülern den Wechsel nach dem mittleren Schulabschluss zu erleichtern. Viele Absolventen der Realschule In der Südstadt wechseln regelmäßig in die Oberstufe der Heinz-Nixdorf-Gesamtschule. Durch gemeinsame Angebote, regelmäßigen Austausch und Veranstaltungen wie ein jährliches Willkommensfest wird der Übergang pädagogisch begleitet. Die Schulleitungen beider Schulen betonen die erfolgreiche Zusammenarbeit.

## Schulleitung
- 1977–1986: Andreas Hottenrott (Stellvertreter: Robert Köhler)[4]
- 1986–2008: Werner Klöpping[4]
- 2008–2021: Dirk‑Oliver Pfizenmaier[11]
- seit 2021: Anja Blomenkemper